# Фактор (планування експерименту)

Положення ручки потенціометра - це фактор що впливає на залежну змінну - напругу яку вимірюють на його контактах.

Фактор (планування експерименту) — незалежна змінна, яка може приймати в деякому інтервалі часу визначені значення. Звичайно, у процесах збагачення корисних копалин змінюють деякі конкретні величини, наприклад, масу навіски, витрати води і реагентів, тривалість досліду.
Фактор звичайно позначають літерою х. Фактор повинний задовольняти визначеним вимогам:
- первинність, тобто як фактор доцільніше приймати таку величину, яка не є функцією декількох, у тому числі невідомих, величин. Вторинні фактори звичайно із достовірністю можна встановити на початку досліду, що й слід враховувати при інтерпретації результатів;
- можливість управління пов'язана з первинністю і полягає у тому, що фактор повинен встановлюватись на необхідному рівні, інакше план експерименту не буде реалізований у деякому досліді, в результаті чого робота не буде виконана або потребуватиме серйозного коректування;
- операційність і вимірність — це вимоги до однозначності (однотиповості) встановлення одного й того ж фактора на одному і тому ж рівні, а також до вказівок щодо послідовності операцій по максимально точному встановленню і контролю значення фактора.
- незалежність факторів один від одного;
- безпека експерименту вимагає передбачити і виключити до початку дослідів такі комбінації факторів, які можуть привести до вибуху, виділення токсичних компонентів, аварії на експериментальному пристрої.